# 가장 큰 미술관 목록
미술관은 세계에서 가장 큰 건축물 유형 중 하나이다. 세계 유수의 미술관들은 여러 세월에 걸쳐 다양한 확장공사를 통해 전시공간 면적을 넓혀왔다. 다음은 전시공간 규모순 미술관 목록이다.

## 목록
면적이 출처로 확인된 경우만 등재하였으며, 최소 면적은 8,000m² 이상으로 한정하였다.
| 사진                           | 이름                             | 국가           | 도시             | 전시면적 (m2)  | 설립년도 |
| ------------------------------ | -------------------------------- | -------------- | ---------------- | -------------- | -------- |
|                                | 루브르 박물관                    | 프랑스         | 파리             | 72,735m²       | 1792년   |
|                                | 에르미타주 박물관                | 러시아         | 상트페테르부르크 | 66,842m²       | 1764년   |
|                                | 중국국가박물관                   | 중화인민공화국 | 베이징           | 65,000m²       | 1959년   |
|                                | 메트로폴리탄 미술관              | 미국           | 뉴욕시           | 58,820m²       | 1870년   |
|                                | 프라도 미술관                    | 스페인         | 마드리드         | 47,700m²       | 1819년   |
|                                | 바티칸 박물관                    | 바티칸 시국    | 바티칸시         | 43,000m²       | 1506년   |
|                                | 도쿄국립박물관                   | 일본           | 도쿄             | 38,000m²       | 1872년   |
|                                | 국립 인류학 박물관               | 멕시코         | 멕시코시티       | 33,000m²       | 1964년   |
|                                | 빅토리아 앨버트 박물관           | 영국           | 런던             | 30,658m²       | 1852년   |
|                                | 훔볼트 포럼                      | 독일           | 베를린           | 29,500m²       | 2020년   |
|                                | 미술사 박물관                    | 오스트리아     | 빈               | 29,000m²       | 1891년   |
|                                | 휴스턴 미술관                    | 미국           | 휴스턴           | 28,000m²       | 1900년   |
|                                | 국립중앙박물관                   | 대한민국       | 서울             | 27,090m²       | 1909년   |
|                                | 대영박물관                       | 영국           | 런던             | 25,700m²       | 1753년   |
|                                | 시카고 미술관                    | 미국           | 시카고           | 26,000m²       | 1879년   |
|                                | 마스테츠키 아르스날              | 우크라이나     | 키이우           | 24,000m²       | 2006년   |
|                                | 국립미술관                       | 미국           | 워싱턴 D.C.      | 25,200m²       | 1937년   |
|                                | 매사추세츠 현대미술관            | 미국           | 노스애덤스       | 23,225m²       | 1999년   |
|                                | 미술역사박물관                   | 벨기에         | 브뤼셀           | 22,000m²       | 1835년   |
|                                | 보스턴 미술관                    | 미국           | 보스턴           | 20,500m²       | 1870년   |
|                                | 왕립 온타리오 박물관             | 캐나다         | 온타리오         | 19,900m²       | 1912년   |
|                                | 산둥 미술관                      | 중화인민공화국 | 지난             | 19,700m²       | 1977년   |
|                                | 이스라엘 박물관                  | 이스라엘       | 예루살렘         | 18,500m²       | 1965년   |
|                                | 국립 싱가포르 미술관             | 싱가포르       | 싱가포르         | 18,000m²       | 2015년   |
|                                | 미니애폴리스 미술관              | 미국           | 미니애폴리스     | 17,500m²       | 1883년   |
|                                | M+                               | 홍콩           | 가우룽           | 17,000m²       | 2021     |
|                                | 버밍햄 미술관                    | 미국           | 버밍햄           | 17,000m²       | 1951     |
|                                | 아르스날 (비엔날레)              | 이탈리아       | 베네치아         | 17,000m²       | 1895년   |
|                                | 국립 근대미술관                  | 프랑스         | 파리             | 17,000m²       | 1947년   |
|                                | 오르세 미술관                    | 프랑스         | 파리             | 16,853m²       | 1986년   |
|                                | 샌프란시스코 근대미술관          | 미국           | 샌프란시스코     | 15,800m²       | 1935년   |
|                                | 근대미술관                       | 미국           | 뉴욕시           | 15,400m²       | 1929년   |
|                                | 덴버 미술관                      | 미국           | 덴버             | 15,000m²       | 1918년   |
|                                | 이집트 박물관                    | 이집트         | 카이로           | 15,000m²       | 1902년   |
|                                | 시실로 마타라초 (비엔날레)       | 브라질         | 상파울루         | 15,000m²       | 1951년   |
|                                | 다이아:비콘                      | 미국           | 비콘             | 14,900m²       | 2003년   |
|                                | 댈러스 미술관                    | 미국           | 댈러스           | 14,800m²       | 1903년   |
|                                | 레이나 소피아 박물관             | 스페인         | 마드리드         | 14,756m²       | 1992년   |
|                                | 국립현대미술관 과천관            | 대한민국       | 과천             | 14,144m²       | 1969년   |
|                                | 디트로이트 미술관                | 미국           | 디트로이트       | 14,000m²       | 1885년   |
|                                | 국립신미술관                     | 일본           | 도쿄             | 14,000m²       | 2007년   |
|                                | 국립대만미술관                   | 중화민국       | 타이중           | 13,600m²       | 1988년   |
|                                | 프라하 국립 미술관               | 체코           | 프라하           | 13,500m²       | 1796년   |
|                                | 인디애나폴리스 미술관            | 미국           | 인디애나폴리스   | 13,300m²       | 1883년   |
|                                | 밀워키 미술관                    | 미국           | 밀워키           | 13,196.4m²     | 1882년   |
|                                | 바이에른 국립박물관              | 독일           | 뮌헨             | 13,000m²       | 1855년   |
|                                | 수도박물관                       | 중화인민공화국 | 베이징           | 13,000m²       | 1981년   |
|                                | 몬트리올 미술관                  | 캐나다         | 몬트리올         | 13,000m²       | 1860년   |
|                                | 내셔널 갤러리                    | 영국           | 런던             | 13,000m²       | 1824년   |
|                                | 빅토리아 국립미술관              | 호주           | 멜버른           | 19,600m²       | 1861년   |
|                                | 팔레 드 도쿄                     | 프랑스         | 파리             | 13,000m²       | 2001년   |
|                                | 살라르 중 박물관                 | 인도           | 하이데라바드     | 13,000m²       | 1855년   |
|                                | 버지니아 미술관                  | 미국           | 리치먼드         | 12,500m²       | 1934년   |
|                                | 테이트 모던                      | 영국           | 런던             | 12,427m²       | 2000년   |
|                                | 클리블랜드 미술관                | 미국           | 클리블랜드       | 12,400m²       | 1913년   |
|                                | 캐나다 국립 미술관               | 캐나다         | 오타와           | 12,400m²       | 1880년   |
|                                | 온타리오 미술관                  | 캐나다         | 온타리오         | 12,400m²       | 1900년   |
|                                | 함부르크 쿤스트할레              | 독일           | 함부르크         | 12,000m²       | 1869년   |
|                                | 보이만스 판뵈닝언 미술관         | 네덜란드       | 로테르담         | 12,000m²       | 1849년   |
|                                | 국립현대미술관                   | 인도           | 뉴델리           | 12,000m²       | 1954년   |
|                                | 릴 미술궁전                      | 프랑스         | 릴               | 12,000m²       | 1809년   |
|                                | 피나코테크 데어 모데른           | 독일           | 뮌헨             | 12,000m²       | 2002년   |
|                                | 암스테르담 국립미술관            | 네덜란드       | 암스테르담       | 12,000m²       | 1800년   |
|                                | 트레탸코프 갤러리 (크림스키 발)  | 러시아         | 모스크바         | 12,000m²       | 1985년   |
|                                | 타이베이 미술관                  | 중화민국       | 타이베이시       | 11,700m²       | 1983년   |
|                                | 뉴사우스웨일스 아트 갤러리       | 호주           | 시드니           | 11,000m²       | 1874년   |
|                                | 카피톨리노 박물관                | 이탈리아       | 로마             | 11,000m²       | 1471년   |
|                                | 폰다치오네 프라다                | 이탈리아       | 밀라노           | 11,000m²       | 1993년   |
|                                | 구겐하임 박물관                  | 스페인         | 빌바오           | 11,000m²       | 1997년   |
|                                | 로스앤젤레스 카운티 미술관       | 미국           | 로스앤젤레스     | 11,000m²       | 1910년   |
|                                | 산시 역사박물관                  | 중화인민공화국 | 시안             | 11,000m²       | 1991년   |
|                                | 행거비코카                       | 이탈리아       | 밀라노           | 10,900m²       | 2012년   |
|                                | 국립 카탈루냐 미술관             | 스페인         | 바르셀로나       | 10,500m²       | 1934년   |
|                                | 시짱 박물관                      | 중화인민공화국 | 라싸             | 10,500m²       | 1999년   |
|                                | 포틀랜드 미술관                  | 미국           | 포틀랜드         | 10,400m²       | 1892년   |
|                                | 부다페스트 미술관                | 헝가리         | 부다페스트       | 10,300m²       | 1906년   |
|                                | 카니지 미술관                    | 미국           | 피츠버그         | 10,000m²       | 1896년   |
|                                | 함부르크 반호프                  | 독일           | 베를린           | 10,000m²       | 1996년   |
|                                | 바젤 미술관                      | 스위스         | 바젤             | 10,000m²       | 1936년   |
|                                | MAXXI                            | 이탈리아       | 로마             | 10,000m²       | 2010년   |
|                                | 에지치오 박물관                  | 이탈리아       | 로마             | 10,000m²       | 1824년   |
|                                | 쿤스트팔라스트 박물관            | 독일           | 뒤셀도르프       | 10,000m²       | 1913년   |
|                                | 국립현대미술관 서울관            | 대한민국       | 서울             | 10,000m²       | 2013     |
|                                | 세인트루이스 미술관              | 미국           | 세인트루이스     | 10,000m²       | 1881년   |
|                                | 텔아비브 미술관                  | 이스라엘       | 텔아비브         | 10,000m²       | 1932년   |
|                                | 국립고궁박물원                   | 중화민국       | 타이베이시       | 9,613m²        | 1925년   |
|                                | 스페인 국립 고고학 박물관        | 스페인         | 마드리드         | 9,300m²        | 1867년   |
|                                | 파브르 박물관                    | 프랑스         | 몽펠리에         | 9,300m²        | 1828년   |
|                                | 바르도 국립박물관                | 튀니지         | 튀니스           | 9,000m²        | 1888년   |
|                                | 건축 문화재 전시관               | 프랑스         | 파리             | 9,000m²        | 1879년   |
|                                | 오슬로 국립미술관                | 노르웨이       | 오슬로           | 9,000m²        | 1842년   |
|                                | 상하이 당대미술박물관 (비엔날레) | 중화인민공화국 | 상하이           | 9,000m²        | 2012년   |
| M. H. de Young Memorial Museum | 드 영                            | 미국           | 샌프란시스코     | 8,919m²        | 1895년   |
|                                | 스미소니언 미술관                | 미국           | 워싱턴 D.C.      | 8,800m²        | 1829년   |
|                                | 케브랑리 박물관                  | 프랑스         | 파리             | 8,750m²        | 2006년   |
| 150xframeless                  | 하이 미술관                      | 미국           | 애틀랜타         | 8,714 (93,800) | 1905년   |
|                                | 랴오닝성 박물관                  | 중화인민공화국 | 선양시           | 8,500m²        | 1949년   |
|                                | 피아차 스칼라 미술관             | 이탈리아       | 밀라노           | 8,300m²        | 2011년   |
|                                | 중국미술관                       | 중화인민공화국 | 베이징           | 8,300m²        | 1958년   |
|                                | 베를린 국립회화관                | 독일           | 베를린           | 8,000m²        | 1830년   |
|                                | 루브르 아부다비                  | UAE            | 아부다비         | 8,000m²        | 2017년   |
|                                | 루트비히 박물관                  | 독일           | 쾰른             | 8,000m²        | 1976년   |
|                                | 아테네 국립 고고학 박물관        | 그리스         | 아테네           | 8,000m²        | 1866년   |
|                                | 베를린 신 박물관                 | 독일           | 베를린           | 8,000m²        | 1855년   |
|                                | 프티 팔레                        | 프랑스         | 파리             | 8,000m²        | 1902년   |
|                                | 암스테르담 시립 미술관           | 네덜란드       | 암스테르담       | 8,000m²        | 1874     |

## 같이 보기
- 미술관 목록
  - 관람객 규모순 미술관 목록
- 국립박물관 목록
- 특정인 전용 박물관 목록
- 국립박물관

### 내용주
1. ↑  공식 홈페이지에 개지된 총면적인 100,000m²는 상트페테르부르크 시외 전시관의 면적까지 합산한 것으로, 이 목록에서는 상트페테르부르크 시내 한정 전시면적으로 한한다. 출처는 다수의 웹사이트와 "Tourism in Russia: A Management Handbook" (p.158).
2. ↑  전시공간에 65,000평방피트 확장 공간 포함
3. ↑  옛 건물 공간과 확충된 공간 총합 면적
4. ↑  세인즈베리관의 전시공간 면적이 45만 평방피트에 달하며 (Victoria Newhouse, Towards a New Museum, 1998, Monacelli Press, p.182) 전체 면적의 대략 3분의 1에 해당된다.
5. ↑  기존 전시공간 면적은 5,000평방미터이며 확장공간까지 합치면 두 배가 된다.

### 참조주
1. ↑  William Lee Adams (2014년 4월 10일). “From the British Museum to the Tate Modern, mega-museum go big”. 《CNN》. 2020년 9월 18일에 확인함.
2. ↑  “"Pyramid" Launch Project” (PDF). 《Louvre Museum》 (보도 자료). 2014년 9월 18일. 2018년 11월 19일에 원본 문서 (PDF)에서 보존된 문서. 2017년 1월 6일에 확인함.
3. ↑  “Hermitage in Figures and Facts”. 《State Hermitage Museum》. 2021년 8월 3일에 확인함.
4. ↑  “Aufklärung im Dialog – National Museum of China”. 《Aufklaerung-im-dialog.de》. 2003년 2월 28일. 2017년 11월 7일에 원본 문서에서 보존된 문서. 2017년 1월 6일에 확인함.
5. 1 2 3  Alfred Lester (1993년 12월 6일). “Letter: The Louvre: tourism on the grand scale”. 《The Independent》. 2017년 1월 6일에 확인함.
6. ↑  “El Prado contará con un espacio expositivo como el de tres galerías centrales con el nuevo Salón de Reinos” [The Prado will have an exhibition space like the three central galleries with the new Kingdom Hall] (스페인어). Europa Press. 2015년 10월 22일. 2017년 1월 6일에 확인함.
7. ↑  Tapia, Amancay (2021년 9월 17일). “The 20 Biggest Museums in the World”. 《Newsweek》 (영어). 2021년 11월 12일에 확인함.
8. ↑  Vázquez, Pedro Ramírez (1968). 《National Museum of Anthropology: Mexico》. Abrams. 10쪽. ISBN 9780810903425.
9. ↑  Allen-Greil, Dana; Colleen Dilenschneider; Janet Petitpas (Spring 2014). “The British Galleries at the Victoria and Albert Museum” (PDF). 《Exhibition》 (American Alliance of Museums). 2019년 12월 28일에 원본 문서 (PDF)에서 보존된 문서. 2019년 12월 27일에 확인함.
10. ↑  Bernstein, Fred A. (2017년 6월 27일). “The Victoria and Albert Museum's New Expansion Will Draw in Visitors Using Cutting Edge Architecture—Literally”. 《Architectural Digest》.
11. ↑  “Neubau des Berliner Stadtschlosses – Humboldt Forum”. 2022년 5월 24일.
12. ↑  “Das Kunsthistorische Museum mit Museum für Völkerkunde und Theatermuseum” (PDF).
13. ↑  “Visiting MFAH - The MFAH's permanent collection totals 63,718 pieces in 300,000 square feet (28,000 m2) of exhibition space”.
14. ↑  “Exhibition Space”. 《National Museum of Korea》. 2017년 1월 6일에 확인함.
15. ↑  “The Art Institute of Chicago Inaugurates Modern Wing Designed By Renzo Piano” (PDF). 《Art Institute of Chicago》. 2016년 6월 1일에 원본 문서 (PDF)에서 보존된 문서. 2017년 1월 6일에 확인함.
16. ↑  “Державне підприємство «Національний культурно-мистецький та музейний комплекс «Мистецький арсенал»”. 2017년 3월 8일에 원본 문서에서 보존된 문서. 2023년 1월 23일에 확인함.
17. ↑  Green, Tyler (2008년 7월 1일). “Inside the National Gallery”. 《Washingtonian》. 2015년 11월 28일에 확인함.
18. ↑  Neuendorf, Henri (2017년 5월 19일). “Mass MoCA Just Became One of America's Largest Museums”. 《Artnet News》.
19. ↑  “Museum of Fine Arts, Boston: Building Expansion and Renovation Facts and Figures” (PDF) (보도 자료). Museum of Fine Arts Boston. November 2010. 2019년 12월 27일에 확인함.
20. ↑  “Royal Ontario Museum | The Mitchell Partnership Inc.”. 《The Mitchell Partnership》 (미국 영어). 2014년 8월 13일. 2022년 3월 18일에 확인함.
21. ↑  “Shandong Art Gallery / TJAD”. 《ArchDaily》. 2017년 8월 7일.
22. ↑  Leichman, Abigail Klein (2015년 2월 19일). “Israel Museum celebrates 50”. 《ISRAEL21c》. 2015년 11월 28일에 확인함.
23. ↑  “Celebrating the Rich History of the Building”. 《national Gallery Singapore》.
24. 1 2 3 4  “As The Nelson-Atkins Museum of Art Eyes Expansion, Here's How It Compares To Its Peers”. 《KCUR News》. 2015년 5월 27일. 2017년 1월 6일에 확인함.
25. ↑  “Hong Kong's M+ museum opens amid censorship controversy”. 《AP NEWS》 (영어). 2021년 11월 11일. 2021년 11월 12일에 확인함.
26. ↑  “About the Museum: Museum of Facts”. 《Birmingham Museum of Art》. 2019년 12월 11일에 확인함.
27. ↑  “The Venice Biennial Exhibition”. 《The Venice Biennial》. 2016년 3월 5일에 원본 문서에서 보존된 문서.
28. ↑  “Pompidou Centre information” (PDF). 《Centre Pompidou》. 2017년 1월 6일에 확인함.
29. ↑  “Orsay Museum – Le Musee d'Orsay, Paris”. 《Discover France》. 2015년 11월 28일에 확인함.
30. ↑  “The New San Francisco Museum of Modern Art Opens to the Public on Saturday, May 14, 2016” (보도 자료). San Francisco Museum of Modern Art. 2016년 4월 28일. 2019년 12월 27일에 확인함.
31. ↑  Kennicott, Philip (2019년 10월 10일). “The new MoMA is a lot bigger. But you may not learn as much about the art”. 《The Washington Post》. 2019년 12월 27일에 확인함.
32. ↑  “Denver's New Art Museum”. 《Design》 73 (1): 12–15. 1971년 10월 1일. doi:10.1080/00119253.1971.9938275.
33. ↑  Villarreal, Ignacio (2006년 10월 7일). “Denver Art Museum Opens Hamilton Building”. 《ArtDaily》. 2017년 4월 23일에 확인함.
34. ↑  El Zahlawi, Naglaa (2000년 4월 3일). “The New Egyptian Museum to be Erected Soon in a Newly Arranged Area”. 《The Eighth International Congress of Egyptology, Part 2》. 2015년 11월 28일에 확인함.
35. ↑  “SP-Arte announces the dates of its 9th edition”. 《Art Media Agency》. 2017년 9월 27일에 원본 문서에서 보존된 문서. 2017년 1월 6일에 확인함.
36. ↑  Vogel, Carol (1999년 3월 9일). “Dia Center To Open A Museum Upstate”. 《The New York Times》.
37. ↑  “LEEM – Laboratory for Space and Microgravity Research” (PDF). 《Fly.leem.es》. 2013년 6월 19일에 원본 문서 (PDF)에서 보존된 문서. 2017년 1월 6일에 확인함.
38. ↑  “Reina Sofia National Museum of Art”. 《Madrid Info》. 2007년 2월 10일에 원본 문서에서 보존된 문서. 2019년 12월 27일에 확인함.
39. ↑  “National Museum of Contemporary Art Gwacheon – 메디컬경기”. 《Koreamedical.or.kr》. 2017년 11월 7일에 원본 문서에서 보존된 문서. 2017년 1월 6일에 확인함.
40. ↑  Villarreal, Ignacio (2007년 6월 21일). “40% Completion at Detroit Institute of Arts”. 《ArtDaily》. 2015년 11월 28일에 확인함.
41. ↑  “The National Art Center, Tokyo”. 《Japan National Tourism Organization》. 2017년 1월 6일에 확인함.
42. ↑  “National Taiwan Museum of Fine Arts – Organizer and venue of the Asian Art Biennial”. Universes-in-universe.org. 2015년 11월 28일에 확인함.
43. ↑  “Národní galerie v Praze”. 《Ngprague.cz》. 1974년 8월 14일. 2017년 12월 6일에 원본 문서에서 보존된 문서. 2017년 1월 6일에 확인함.
44. ↑  Grecco, Lori (2010년 11월 15일). “Happy National Philanthropy Day!”. 《Indianapolis Museum of Art》. 2017년 1월 6일에 확인함.
45. ↑  “Milwaukee Art Museum – Quadracci Pavilion”. 《ArcVision》. 2001년 2월 19일. 2021년 7월 19일에 확인함.
46. ↑  “Bayerisches Nationalmuseum // MUNICHfound.com”. 《Collocation.de》. 2016년 6월 1일에 원본 문서에서 보존된 문서. 2017년 1월 6일에 확인함.
47. ↑  “capital museum”. 《En.capitalmuseum.org.cn》. 2017년 9월 14일에 원본 문서에서 보존된 문서. 2017년 1월 6일에 확인함.
48. ↑  “capital museum”. Capital Museum. 2006년 1월 12일. 2016년 6월 2일에 원본 문서에서 보존된 문서. 2017년 1월 6일에 확인함.
49. ↑  “The Montreal Museum of Fine Arts | Future Michal and Renata Hornstein Pavilion for Peace”. Mbam.qc.ca. 2015년 11월 1일에 원본 문서에서 보존된 문서. 2015년 11월 28일에 확인함.
50. ↑  “Level 2 | National Gallery, London”. National Gallery. 2017년 1월 6일에 확인함.
51. ↑  “NGV Tender - Retail E-Commerce 3PL Services”. 《Australian Tenders》. 2021년 12월 12일에 확인함.
52. ↑  “Carte blanche to Tino Sehgal”. 《Palais de Tokyo》. 2016년 7월 21일. 2017년 1월 6일에 확인함.
53. ↑  “Salar Jung museum to go solar | Energynext”. 《Energynext.in》. 2013년 2월 1일. 2017년 1월 6일에 확인함.
54. ↑  “Expansion at VMFA is Largest in Museum's History” (보도 자료). Virginia Museum of Fine Arts. 2010년 4월 10일. 2017년 1월 6일에 확인함.
55. ↑  “Facts and figures”. 《Tate Etc.》. 2012년 1월 30일. 2017년 1월 6일에 확인함.
56. ↑  “Building and Grounds”. 《National Gallery of Canada》. 1988년 5월 21일. 2017년 1월 8일에 원본 문서에서 보존된 문서. 2017년 1월 6일에 확인함.
57. ↑  “Transformation AGO: Project Fact Sheet”. 《Art Gallery of Ontario》. 2019년 12월 27일에 확인함.
58. ↑  “Tours at the Hamburger Kunsthalle”. 《Hamburger Kunsthalle》. 2013년 6월 27일. 2013년 6월 27일에 원본 문서에서 보존된 문서.
59. ↑  “Exhibitions”. 《Museum Boijmans Van Beuningen》. 2016년 6월 1일에 원본 문서에서 보존된 문서. 2017년 1월 6일에 확인함.
60. ↑  “Inauguration of the New Wing of National Gallery of Modern Art, New Delhi” (보도 자료). Ministry of Tourism. 2009년 1월 18일. 2019년 12월 27일에 확인함.
61. ↑  “Lille etait une fois l'art.Inauguration samedi du palais des Beaux-Arts rénové” [Lille was once art. Inauguration Saturday of the renovated Palace of Fine Arts]. 《Libération》 (프랑스어). 1997년 6월 7일. 2020년 8월 6일에 원본 문서에서 보존된 문서. 2019년 12월 27일에 확인함.
62. ↑  “Pinakothek der Moderne”. Munichfound.com. October 2002. 2015년 11월 28일에 확인함.[깨진 링크(과거 내용 찾기)]
63. ↑  “The future of the Rijksmuseum”. 《Rijksmuseum Renovation》.
64. ↑  “Государственная Третьяковская галерея” [Tretyakov State Gallery]. 《Tretyakov Gallery》. 2017년 1월 17일에 원본 문서에서 보존된 문서. 2017년 1월 6일에 확인함.
65. ↑  “Affiliate institutions” (PDF). 《Taipei City Government》. 2017년 1월 6일에 확인함.
66. ↑  “About Us: History-Timeline”. Art Gallery NSW. 2017년 11월 7일에 원본 문서에서 보존된 문서. 2019년 12월 27일에 확인함.
67. ↑  “Marco Aurelio cavalcherà sotto una cupola di vetro” [Marcus Aurelius will ride under a glass dome]. 《Il Tempo》 (이탈리아어). 2005년 12월 13일. 2016년 6월 3일에 원본 문서에서 보존된 문서. 2019년 12월 27일에 확인함.
68. ↑  《www.polimodamag.com》 http://www.polimodamag.com/fondazione-prada-opening-new-milan-venue-5097/. 2022년 2월 2일에 확인함. |제목=이(가) 없거나 비었음 (도움말)
69. ↑  “The Building”. 《Guggenheim Museum Bilbao》. 1981년 11월 19일. 2015년 11월 28일에 확인함.
70. ↑  Green, Tyler (2015년 5월 2일). “Will L.A. County give its art the space it's due?”. 《Los Angeles Times》. 2019년 12월 27일에 확인함.
71. ↑  “Shaanxi History Museum, Xian: Transport, Admission Fee”. 《Travelchinaguide.com》. 2017년 1월 6일에 확인함.
72. ↑  “Pirelli HangarBicocca: the 2016 is full of art events in Milan”. 《Culture.pirelli.com》. 2003년 6월 30일. 2016년 7월 28일에 원본 문서에서 보존된 문서. 2017년 1월 6일에 확인함.
73. ↑  “Nouvelles salles du XVIe au XXIe siècle, au Museo Nacional d'Arte de Catalunya de Barcelone – La Tribune de l'Art”. Latribunedelart.com. 2015년 11월 28일에 확인함.
74. ↑  “Tibet Museum – Tibet Travel Guides”. 《Tibettravel.com》. 2016년 3월 17일에 원본 문서에서 보존된 문서. 2017년 1월 6일에 확인함.
75. ↑  “About the Museum”. Portland Art Museum. 2017년 1월 6일에 확인함.
76. ↑  “Szépművészeti Múzeum (In Hungarian)”. varosliget.info. 2018년 11월 23일에 확인함.
77. ↑  “2010/11 Biennial Report” (PDF). Carnegie Museum of Art. September 2012. 2015년 9월 5일에 원본 문서 (PDF)에서 보존된 문서. 2019년 12월 27일에 확인함.
78. ↑  Villarreal, Ignacio (2009년 9월 4일). “Hamburger Bahnhof Opens Exhibition from its Collection that Aims to Cast it in a New Light”. 《ArtDaily》. 2015년 11월 28일에 확인함.
79. ↑  “Basel's Kunstmuseum – New and Improved” (PDF). 《Basel Life Magazine》: 12–13. 2016년 4월 1일. 2019년 12월 27일에 확인함.
80. ↑  Argyriades, Marcia (2009년 11월 19일). “MAXXI National Museum of XXI Century Arts by Zaha Hadid”. 《Yatzer》.
81. ↑  “Egyptian Museum of Turin”. 《Cultural Brands》. 2017년 1월 6일에 확인함.
82. ↑  “Museum Kunstpalast”. 《Rheinland Info》. 2019년 1월 29일에 원본 문서에서 보존된 문서. 2023년 1월 23일에 확인함.
83. ↑  Kwaak, Jeyup S. (2013년 11월 14일). “In Seoul, a Temple to High-Tech Art”. 《The Wall Street Journal》. 2017년 1월 6일에 확인함.
84. ↑  “Israel Art Directory – Organization view”. 《culture.org.il》. 2017년 11월 13일에 원본 문서에서 보존된 문서. 2023년 1월 23일에 확인함.
85. ↑  “About Us”. 《Tel Aviv Museum of Art》. 2019년 12월 27일에 확인함.
86. ↑  “Archived copy” (PDF). 2017년 2월 7일에 원본 문서 (PDF)에서 보존된 문서. 2017년 2월 6일에 확인함.
87. ↑  “Se ultima la reforma integral del Museo Arqueológico Nacional” [The complete renovation of the National Archaeological Museum is finalized]. 《Masdearte.com》 (스페인어). 2010년 8월 16일. 2017년 1월 6일에 확인함.
88. ↑  “Le musée Fabre à Montpellier (réouverture après travaux).” [The Fabre museum in Montpellier (reopening after renovation)]. 《Le Monde》. 2017년 11월 7일에 원본 문서에서 보존된 문서. 2017년 1월 6일에 확인함.
89. ↑  Giuliani, Emmanuelle (2015년 3월 18일). “Le musée du Bardo, une collection exceptionnelle à Tunis” [The Bardo Museum, an exceptional collection in Tunis]. 《라 크루아》 (Paris).
90. ↑  “RB 71113 CAPA VD 24122014” (PDF). 《Ccomptes.fr》 (프랑스어). 2019년 1월 29일에 원본 문서 (PDF)에서 보존된 문서. 2017년 1월 6일에 확인함.
91. ↑  “Redd Nasjonalgalleriet”. 《National Gallery of Norway》. 2009년 3월 24일. 2017년 1월 6일에 확인함.
92. ↑  Pollack, Barbara (2013년 2월 2일). “Shanghai Biennale 2012”.
93. ↑  “Architecture and Ground, de Young Museum”. 2022년 11월 7일에 원본 문서에서 보존된 문서. 2023년 1월 23일에 확인함.
94. ↑  “Renovation of Historic Home for Two Smithsonian Museums—the Smithsonian American Art Museum and the National Portrait Gallery” (보도 자료). Smithsonian American Art Museum. 2011년 3월 1일. 2019년 12월 27일에 확인함.
95. ↑  “Key figures”. 《Musée du quai Branly》.
96. ↑  Thompson, Molly (2018년 8월 31일). 〈High Museum of Art〉. 《New Georgia Encyclopedia》. University of Georgia Press. ISBN 978-0820317991. 2019년 12월 27일에 확인함.
97. ↑  Li, Xianyao; Luo, Zhewen (2011년 3월 3일). 《China's Museums》. Cambridge University Press. 34쪽. ISBN 978-0521186902.
98. ↑  “Museo – Gallerie d'Italia di Milano”. 《Gallerie d'Italia》.
99. ↑  “The National Art Museum of China”. Old.namoc.org. 2003년 7월 23일. 2013년 7월 4일에 원본 문서에서 보존된 문서. 2015년 11월 28일에 확인함.
100. ↑  “Musée – Galerie de Peintures – Museumsportal Berlin” (프랑스어). Museumsportal-berlin.de. 2015년 11월 28일에 확인함.
101. ↑  “The Louvre Abu Dhabi”. 《The Louvre》. 2019년 12월 27일에 확인함.
102. ↑  “Museum Ludwig, Kreisfreie Stadt Koln, Germany. Entertainment, Exhibition and conference centers”. 《En.pointerst.com》. 2016년 8월 19일에 원본 문서에서 보존된 문서. 2017년 1월 6일에 확인함.
103. ↑  “National Archaeological Museum”. 2018년 11월 10일에 원본 문서에서 보존된 문서. 2018년 4월 15일에 확인함.
104. ↑  “Le retour à la lumière du Petit Palais”. 《Batiactu》. 2005년 11월 29일.
105. ↑  Architekten, Benthem Crouwel (2014년 12월 6일). “Stedelijk Museum [new wing] : MIT Libraries”. 《Dome.mit.edu》. 2017년 1월 6일에 확인함.